# Mniobia brachypoda
Mniobia brachypoda är en hjuldjursart som beskrevs av Schulte 1954. Mniobia brachypoda ingår i släktet Mniobia och familjen Philodinidae. Inga underarter finns listade i Catalogue of Life.